# شون هيلي
شون هيلي (بالإنجليزية: Sean Healey)‏ هو مسير أعمال أمريكي، ولد في 1961 في سان رافاييل في الولايات المتحدة.